# Trần Đình Hoan
Trần Đình Hoan (20 tháng 10 năm 1939 – 25 tháng 3 năm 2010). Ông nguyên là Ủy viên Bộ Chính trị khóa IX, Bí thư Trung ương Đảng, Thường trực Ban Bí thư Trung ương Đảng Cộng sản Việt Nam, Trưởng Ban Tổ chức Trung ương, Đại biểu Quốc hội khóa X, XI, Phó Giáo sư năm 1996.

## Tiểu sử
Trần Đình Hoan, sinh ngày 20 tháng 10 năm 1939 tại xã Ngọc Thanh, huyện Kim Động, tỉnh Hưng Yên.
Tuổi thiếu niên và thanh niên ông học tại trường quê nay là Trung hoc phổ thông Hưng Yên, Thành phố Hưng Yên. Năm 1965 đến năm 1975, công tác tại Vụ Quản lý Nhân công Bộ Lao động, làm Bí thư Đoàn, Uỷ viên Ban Chấp hành Đảng bộ cơ quan Bộ Lao động. Năm 1976–1980 làm lưu học sinh và bảo vệ luận án Tiến sĩ tại Hungaria.

### Bộ Lao động – Thương binh và Xã hội, Văn phòng Trung ương Đảng
Từ 1981 đến 1983, làm tại Bộ Lao động, tháng 11/1983 làm Thứ trưởng Bộ Lao động; Tháng 1/1988 kiêm Viện trưởng Viện Khoa học lao động, Thứ trưởng Thường trực Bộ Lao động – Thương binh và Xã hội.
Năm 1996, được phong học hàm Phó Giáo sư.
Tháng 4 năm 1989 đến tháng 12 năm 1997, là Bộ trưởng Bộ Lao động – Thương binh và Xã hội.
Năm 1998, làm Chánh Văn phòng Trung ương Đảng. Ủy viên Trung ương Đảng các khoá VII, VIII, IX, Chủ tịch nhóm Nghị sĩ hữu nghị Việt – Nhật, Chủ tịch Hội hữu nghị Việt Nam – Hungaria.

### Thường trực Ban Bí thư, Trưởng ban Tổ chức Trung ương
Năm 2001–2006 tại đại hội Đảng IX, bầu làm Ủy viên Bộ Chính trị, Bí thư Trung ương Đảng: tháng 4/2001 đến tháng 7/2001, là Thường trực Ban Bí thư; từ tháng 7/2001, là Trưởng ban Tổ chức Trung ương, Giám đốc Học viện Chính trị quốc gia Hồ Chí Minh (nay là Học viện Chính trị – Hành chính quốc gia Hồ Chí Minh).

## Nghỉ hưu và qua đời
Giữa năm 2006, ông nghỉ hưu trí theo chế độ. Từ đó đến ngày ông qua đời, ông sống tại số 4, phố Thiền Quang, quận Hai Bà Trưng, Thành phố Hà Nội.
Ngày 25 tháng 3 năm 2010 ông đột ngột qua đời tại Hà Nội, hưởng thọ 71 tuổi.

## Phong tặng
- Huân chương Độc lập hạng Nhất[3]
- Huân chương Lao động hạng Nhất
- Huân chương Kháng chiến chống Mỹ cứu nước hạng Ba
- Huy hiệu 40 năm tuổi Đảng
- Huân chương Tự do Itsala hạng Nhất của Cộng hòa Dân chủ nhân dân Lào
- Huân chương Mặt trời mọc do Nhà vua Nhật Bản tặng thưởng

## Gia đình
Ông có hai con trai. Người con lớn tên là Trần Đình Cường hiện đang làm Tổng giám đốc Công ty TNHH Ernst & Young Vietnam. Con trai thứ là Trần Huy Hoàng làm VSOP. 